# Mariana Percovich
Mariana Percovich (1 de diciembre de 1963, Montevideo) es una dramaturga, profesora, directora de teatro y política uruguaya.
Se graduó como profesora de literatura en el Instituto de Profesores Artigas de Montevideo. Antes de su reintegración a la Escuela Multidisciplinaria de Arte Dramático Margarita Xirgu había sido Coordinadora de Artes Escénicas del Ministerio de Educación y Cultura de su país, donde estuvo cuatro años.
Sobreviviente de cáncer de mama. Activista LGBTI. Magíster en Género y Políticas Públicas con énfasis en Cultura FLACSO México/Uruguay. Fue directora general de cultura del gobierno de Montevideo. Docente de la IENBA Instituto Escuela Nacional de Bellas Artes, UdelaR
Ha ganado el Premio Florencio en dos ocasiones. Desde 2007 forma parte de la compañía Complot.

## Trayectoria
En su niñez, Percovich ya gustaba del teatro por influencia de sus padres, quienes la ayudaron a ser una "espectadora consciente", aunque tenía decidido no ser actriz. Antes de comenzar su carrera teatral trabajó como periodista cultural en diferentes medios, como en el semanario Búsqueda, donde ocupó el puesto de editora de la sección de cultura, y también como profesora de literatura en diferentes escuelas de teatro.
Su primer contacto con la dirección teatral lo tuvo por el apoyo del director Carlos Aguilera, quien le permitió ser su asistente en todos los ensayos de su obra "Ya nadie recuerda a Frederick Chopin", en 1982, cuando ella tenía 19 años de edad.
Debido a la falta de ofertas de preparación para directores teatrales, Percovich se formó bajo la tutoría de Carlos Aguilera, así como de los también directores teatrales Héctor Manuel Vidal, Jorge Curi y Eduardo Schinca y también de su padre, quien "nos hacía mirar la arquitectura. Desde muy chica me obligó a ser muy observadora de mi ciudad."
Continuó su preparación en Europa cuando fue becada para el Royal Court Theatre de Londres, donde tuvo como tutores a Steven Berkoff y a Steven Daldry, entre otros. También estuvo en el Teatro Abierto de París, donde fue residente.
En 2004 inició su primer período como directora de la Escuela Municipal de Arte Dramático (EMAD), el cual duró tres años, hasta 2007, cuando renunció a su puesto por diferencias profesionales con los docentes de la escuela. Posteriormente fue Coordinadora de Artes Escénicas del Ministerio de Educación y Cultura de Uruguay, donde trabajó bajo la dirección del poeta y ensayista Hugo Achugar, Director Nacional de Cultura.
En 2007 integró la compañía COMPLOT con el dramaturgo y director de teatro Gabriel Calderón, el coreógrafo Martín Inthamoussú y con el actor y director de teatro Ramiro Perdomo. Su primera producción con la nueva compañía fue Una lluvia Irlandesa, del autor mallorquín Josep Pere-Peyró.
Desde 2012 a 2014 ocupó nuevamente la dirección de la EMAD, donde su nuevo proyecto fue la reformación del plan de estudios de la escuela para que la titulación de la misma alcanzara el grado de licenciatura.
Desde 2015 a 2020 se empeñó como Directora de Cultura de la Intendencia de Montevideo.

## Estilo de dirección personal
El estilo de dirección de Percovich ha destacado por "una investigación escénica sobre la relación entre el espectador y el espacio", lo que la ha llevado a montar sus obras tanto en salas convencionales como en sitios no habituales, tales como  edificios públicos o históricos, bares, caballerizas o estaciones de tren.
Este estilo lo manifestó desde su primera obra, en 1995, Te casarás en América, la cual fue presentada en la Sinagoga Húngara de Montevideo. Su intención desde entonces fue la búsqueda de nuevos lenguajes generados por "el aura y la simbología que emerge de esos lugares" para interactuar con su infraestructura y darles un nuevo significado que sirva como desafío para el espectador.
En la década de los noventa, su estilo se vio influido por una obra de Antonio Araujo, quien era seguido por el público mientras representaba su obra en los pasillos y escaleras del hospital abandonado "Umberto Primo", en San Pablo, Brasil. Esa forma de representación la usó posteriormente en sus obras "Destino de dos cosas o de tres", "Juego de damas crueles", "El errante de Nod" y "Pentesilea".
Percovich se inspiró en su colega Roberto Bartís para definir su forma de ver el trabajo actoral y así transmitírselo a los actores que trabajan con ella: 

Un actor es un ladrón de gestos en la medida que tiene que tomar la realidad como modelo, y también él es parte de esa realidad. Pero es muy importante que tenga opinión. No creo en el actor repetidor de un texto. Ya no apostamos a las `cabezas parlantes`. Un actor es gente con alma, corazón y técnica, pero también opinión. De la realidad que tengo como modelo, yo selecciono lo que tomo"... "Cuando uno va a ver a un personaje, en realidad va a ver a Fulano haciendo de ese personaje. De otra forma, ¿qué sentido tendría volver a ver Hamlet?
Mariana Percovich, marzo de 2012

## Obras
Entre las obras que Percovich ha dirigido se encuentran:
- Te casarás en América, 1995
- Destino de dos cosas o de tres, 1996
- Juego de damas crueles, 1997
- Extraviada, 1998
- Alicia underground, 1998
- Cenizas en mi corazón, 1999
- Atentados, Comedia Nacional. 2001[19]
- Proyecto feria, Comedia Nacional. 2001[20]
- El errante de Nod, 2002
- Mil y una noches, Comedia Nacional. 2005[21]
- Yocasta - Una Tragedia (Artefato, 2006)
- Playa desierta, 2007
- For Export del Uruguay, 2008
- Bodas de sangre, Comedia Nacional, 2008[22]
- Medea del Olimar, 2009
- Chaika, 2009
- Cuartito Azul. Melodrama caleidoscópico y tanguero, Comedia Nacional. 2010[23]
- Pentesilea, 2011
- Clitemnestra, 2012
- Las Descentradas, Comedia Nacional. 2013[24]
- Proyecto Felisberto, 2013
- Algo de Ricardo, 2014
- Mucho de Ofelia, 2015

La obra Juego de damas crueles ha sido la más premiada de Percovich. Por ella recibió dos veces el Premio Florencio, una por el mejor espectáculo y otra como mejor directora.
El Proyecto Feria fue un proyecto de trabajo callejero creado por Percovich como respuesta a una invitación del Festival Internacional Mercosur, de Córdoba, en Argentina, que se llevó a cabo por las diferentes ferias de la ciudad. Para su ejecución, Percovich escogió dos modelos de feria: la de fenómenos y la convencional. El proyecto representó para ella el resumen de una búsqueda de la integración del arte con la identidad nacional de seis años. Después de su presentación en Córdoba, el proyecto se llevó a cabo en Montevideo, un año después.
"Cenizas en mi corazón", "Extraviada" y "Yocasta" han sido publicadas en Uruguay, Francia y Argentina en español, inglés y francés.
Además de sus presentaciones en Montevideo, sus obras han sido presentadas también en Santiago de Chile, Buenos Aires, Córdoba, San Pablo, Curitiba, Barcelona, Madrid, Londres y Nuevo León (México), entre otras ciudades.
Como docente desarrolla una trayectoria nacional e internacional en dirección y actuación.
Desde julio de 2015 es Directora de Cultura de la Intendencia de Montevideo.

## Premios

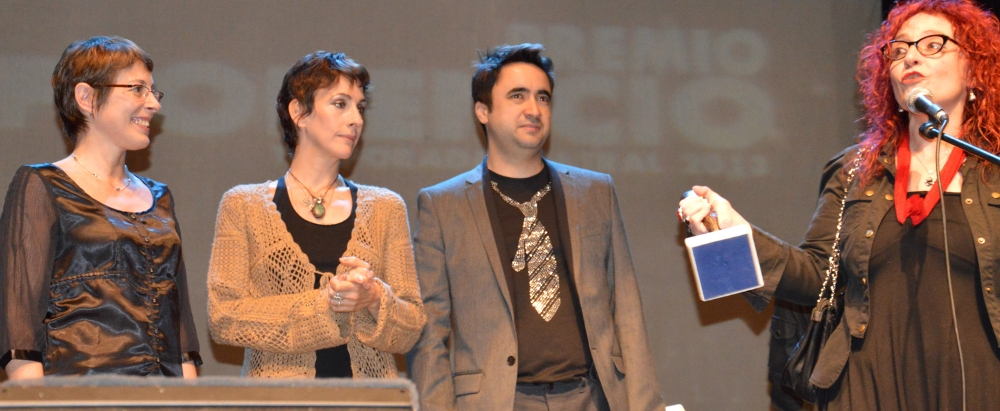
Mariana Percovich en 2013.

Además del Premio Florencio, Percovich ha obtenido el Premio ITI (Instituto Internacional de Teatro) por "Te casarás en América", el Premio Morosoli de Plata por "Extraviada" así como los premios Iris, Molière, MEC y Gralha Azul.